# Chiesa di Santo Stefano (Venezia, San Marco)
La chiesa di Santo Stefano è un luogo di culto cattolico della città di Venezia, situato all'estremità settentrionale del campo omonimo nel sestiere di San Marco. La chiesa è stata fondata nel 1294 da una comunità di agostiniani già presente a Venezia presso la chiesa di Sant'Anna di Castello. La chiesa rimase ai religiosi sino al 1810 quando passò alla cura dei sacerdoti secolari divenendo chiesa parrocchiale, assorbendo la parrocchialità di Sant'Angelo, San Vidal, San Maurizio, San Samuele. Oggi è una delle chiese principali della Comunità Marciana. 

## Storia
La chiesa venne edificata tra la fine del XIII secolo e l'inizio del XIV secolo dai frati eremitani di Sant'Agostino, che si erano stabiliti a Venezia verso la fine del Duecento. Venne riedificata nel XIV secolo e subì consistenti ampliamenti nel corso del XV secolo. Nel 1810 con la soppressione degli ordini religiosi fu separata dal convento e divenne parrocchiale.
La chiesa fu spesso teatro di episodi di violenza, tanto che per questo motivo nel corso dei secoli venne sconsacrata per ben sei volte.
La chiesa fa parte dell'associazione Chorus Venezia.

## Descrizione

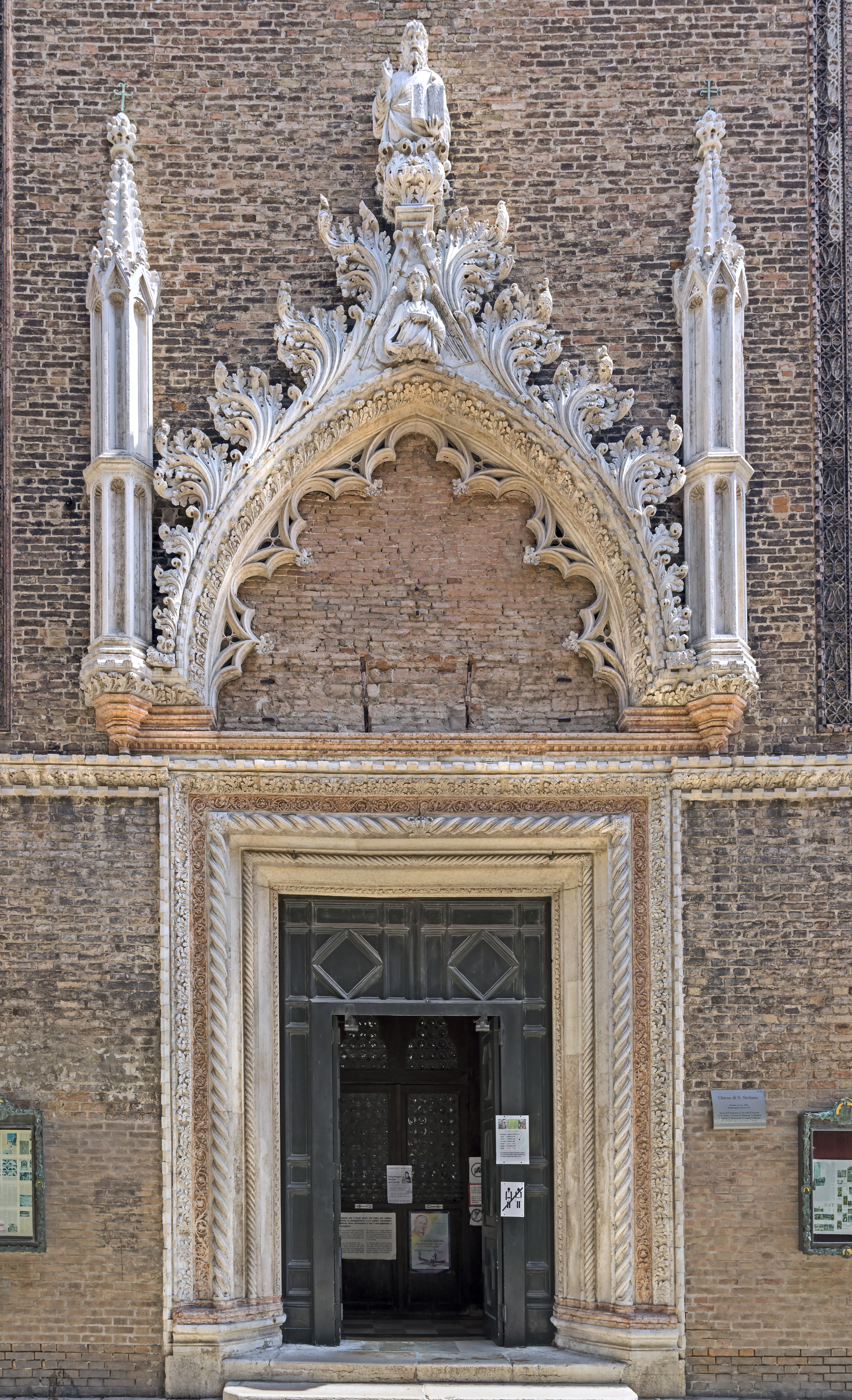
Portale, opera di Bartolomeo Bono

La chiesa è a pianta basilicale, curiosamente trapezoidale nella navata centrale con un deciso restringimento verso l'abside. Le partizioni della facciata, in quanto ortogonali agli assi delle tre navate, presentano sulle ali una leggera flessione rispetto al piano centrale. Altra particolarità della struttura è che gli agostiniani vollero un notevole approfondimento del presbiterio per accogliervi il coro cosicché la struttura si trova scavalcare lo stretto rio di Santo Stefano.
La chiesa di Santo Stefano si affaccia su campo Santo Stefano con il fianco destro. In esso si aprono varie monofore ogivali e, nella campata centrale delle tre visibili da fuori, anche un portale laterale con cornicione marmoreo scolpito.
La facciata appare molto più imponente di quanto lo sia poiché si affaccia su una strada molto angusta. Nella fascia superiore vi sono un rosone al centro e due bifore gotiche ai lati. In quella inferiore, in asse con la finestra centrale, si trova l'imponente portale, opera di Bartolomeo Bon che lo realizzò nel 1442 e caratterizzato da una lunetta in stile gotico fiorito, il cui perimetro inflesso all'esterno e decorato con ampie fiammeggiature fitomorfe, acuto all'interno e ornato da archetti pensili trilobati. Ai due lati della lunetta, vuota al centro, si trovano due snelle gugliette a pianta ottagonale, mentre alla sommità dell'arco, sopra l'altorilievo di un angelo porta cartiglio, vi è una piccola statua marmorea raffigurante un Cristo Pantocratore.

### Interno
L'interno è ripartito in tre navate da colonne sorreggenti sei archi ogivali per lato. Le colonne sono alternatamente in marmo bianco greco e rosso di Verona con capitelli dipinti e dorati nello stile trecentesco anch'essi di disegno alternato in accordo con il colore dei fusti. Le pareti sono interamente rifinite con un regalzier (finto ammattonato) policromo.
La navata centrale, illuminata, oltre che dalle finestre della facciata e quelle al lato sinistro, anche da finestre a lunetta aperte nel Settecento, è coperta da un soffitto, tipicamente veneto, a carena di nave a profilo pentalobato e cucito da travi rinforzate da barbacani a circa otto metri da terra.
All'inizio della navata e la grande lastra tombale in pietra e bronzo che copre le spoglie del doge Francesco Morosini, il Peloponnesiaco, opera del 1694 di Antonio Gaspari e Filippo Parodi.
Sopra il portale in controfacciata si trova il maestoso monumento dedicato a Domenico Contarini, generale veneziano morto dopo il 1533, che fu eretto dai discendenti solo verso il 1650. La grande struttura architettonica è tripartita da un elemento centrale ad arco trionfale marcato da colonne binate, coronato da un timpano e affiancato da più strette partizioni coperte simmetricamente da un arco spezzato. Il centro ospita la statua equestre lignea del condottiero mentre sull'ala sinistra è posto il busto di Angelo Contarini, Procuratore di San Marco e Ambasciatore della Repubblica, fratello del doge Domenico II. L'ala destra, predisposta per un altro busto commemorativo, è rimasta vuota come sottolineato dall'assenza di un epitaffio presente invece negli altri due alti basamenti.
Al di sotto, a sinistra della porta d'ingresso è il monumento funerario del senatore veneziano Antonio Zorzi (†1588) con un busto marmoreo della scuola di Alessandro Vittoria, mentre a destra è l'elegante arcosolio lombardesco di Giacomo Surian (†1488).

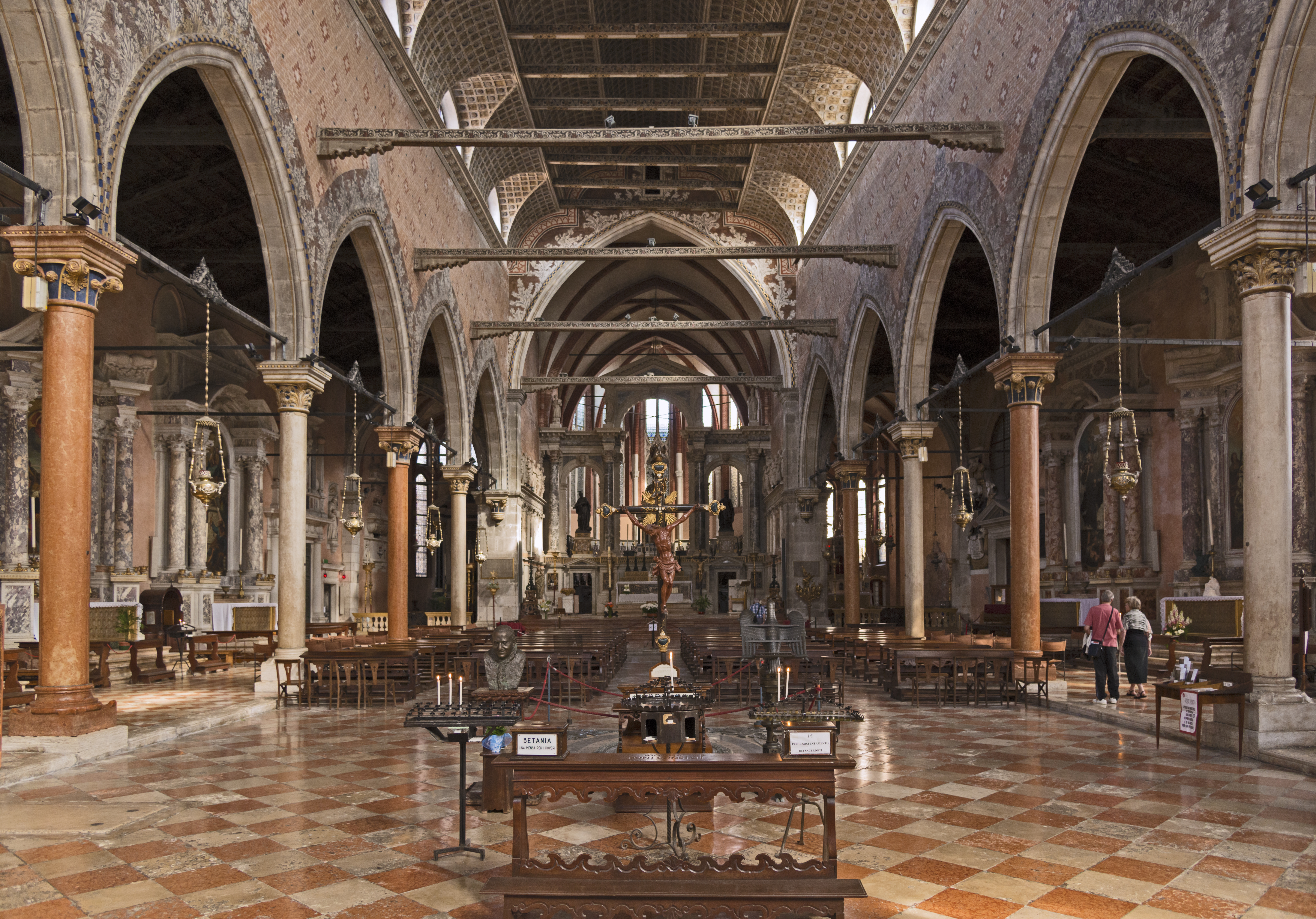
L'interno
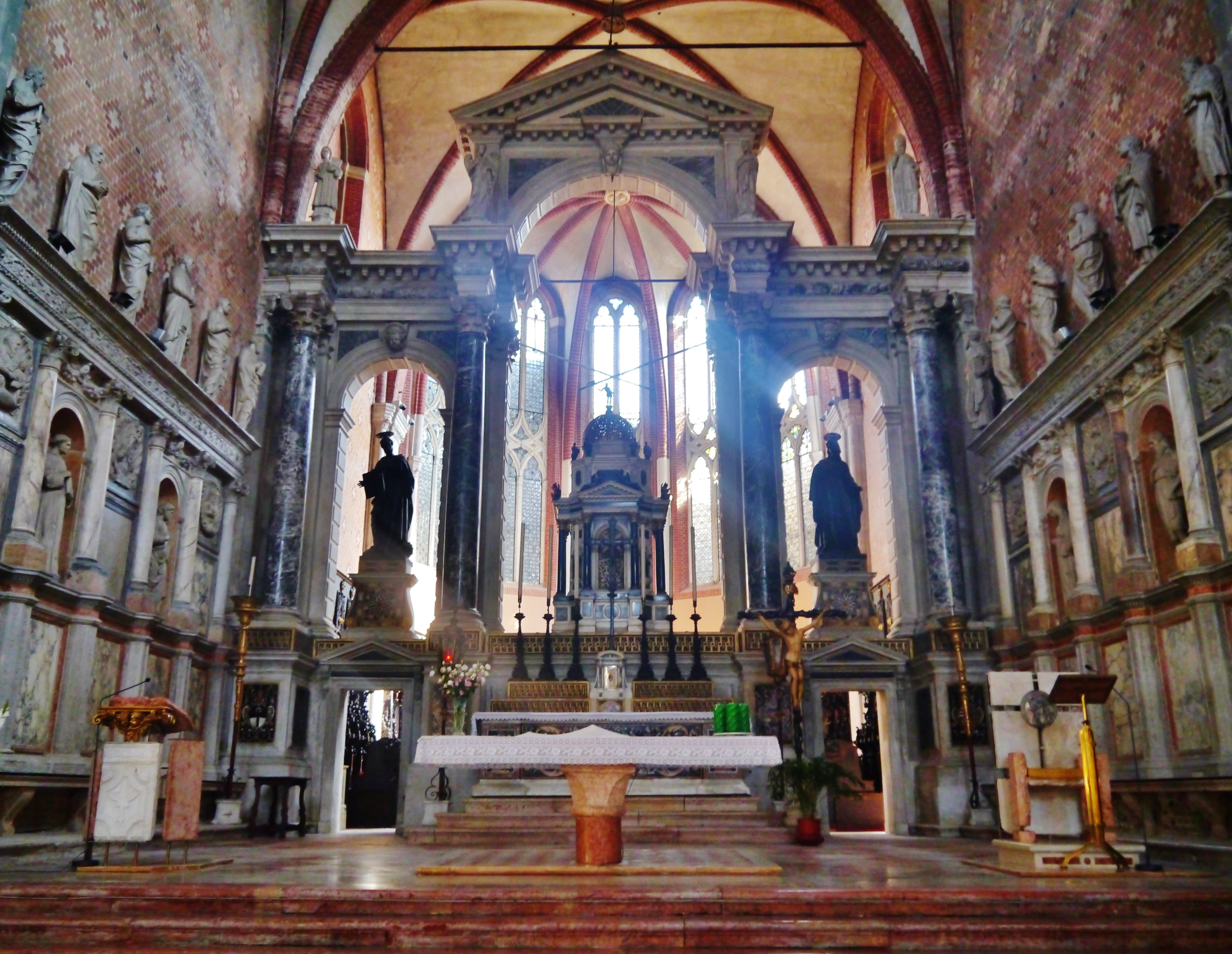
Il presbiterio
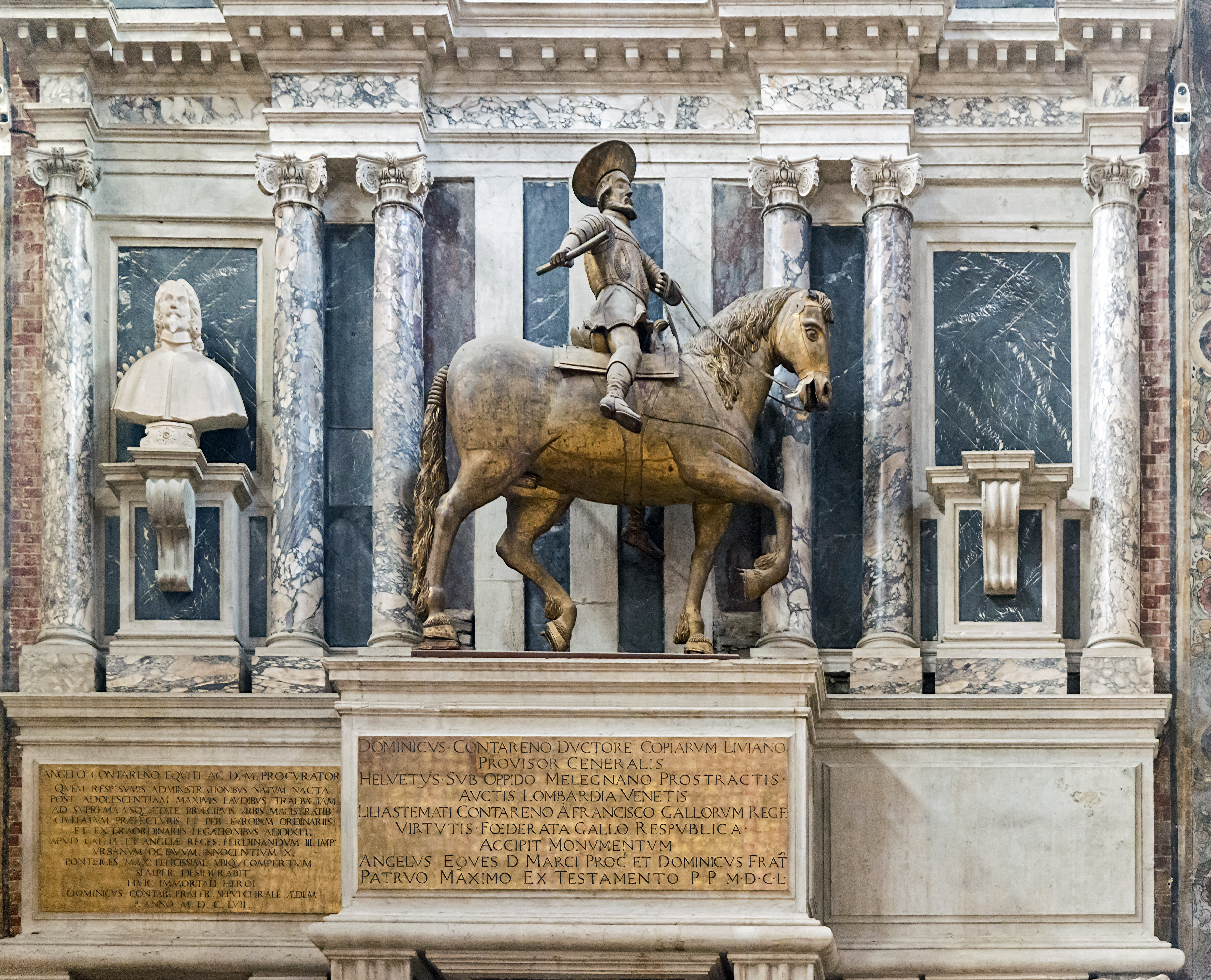
Cenotafio di Domenico Contarini
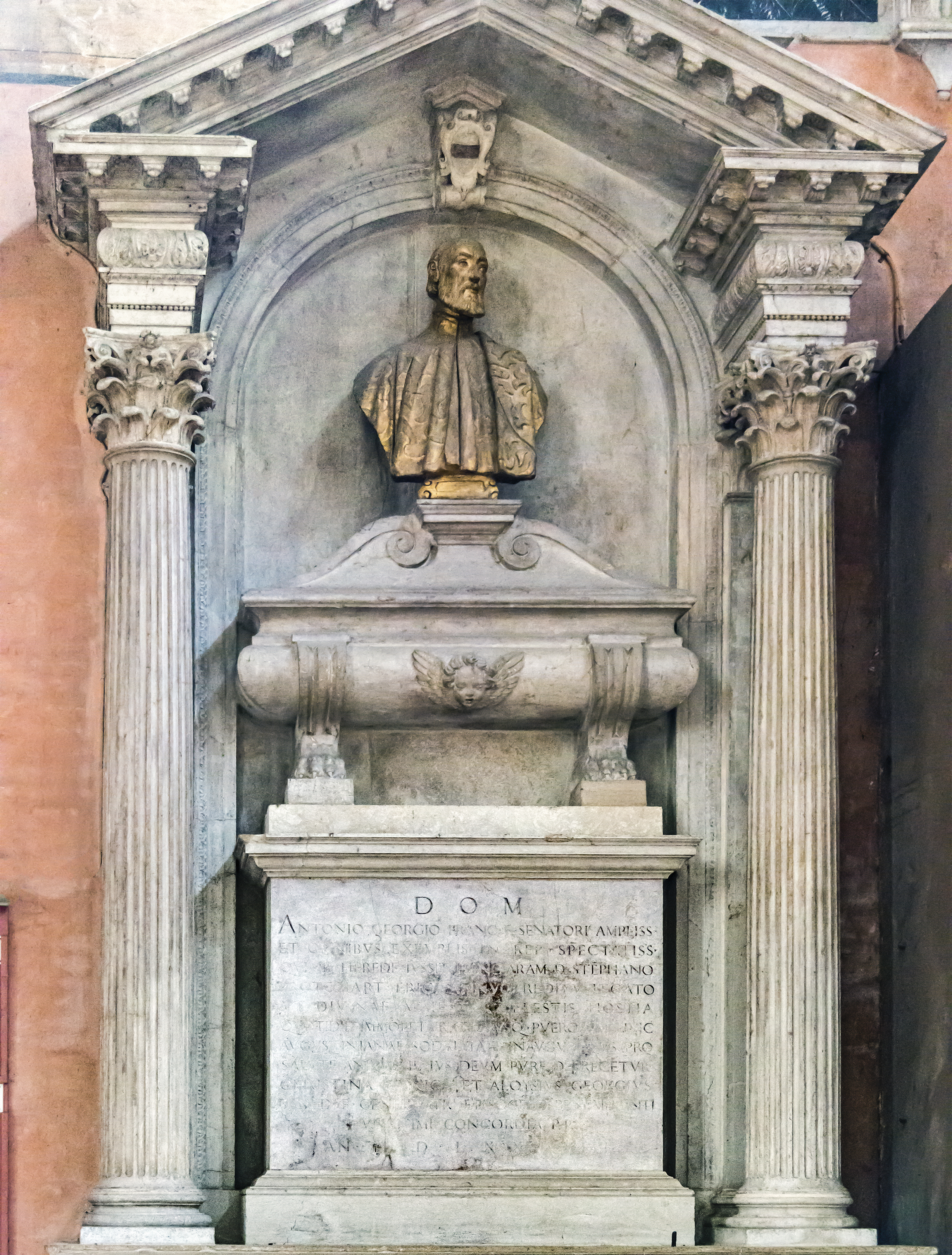
Monumento del senatore veneziano Antonio Zorzi
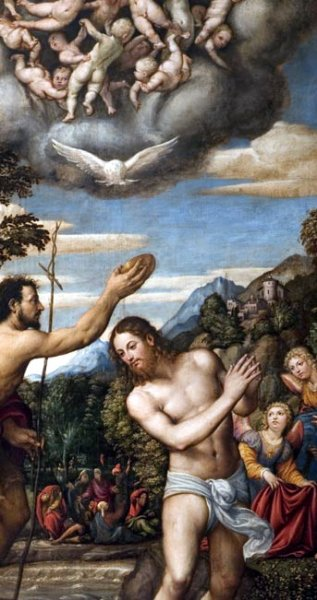
Pomponio Amalteo, Battesimo di Cristo

L'abside poligonale, che è anche un ponte sotto al quale scorre un rio navigabile, è chiusa da una transenna marmorea sotto la quale si trova l'altar maggiore.
Nella navata di sinistra è collocato il monumento funebre del celebre condottiero Bartolomeo d'Alviano, morto a Ghedi nel 1515 e qui trasportato dai suoi soldati.
La sagrestia ospita quattro tele di Jacopo Tintoretto: Resurrezione, l'Ultima Cena, Cristo lava i piedi agli apostoli e l'Orazione nell'orto. Altro grande artista presente in questo stesso spazio è Antonio Vivarini con due notevoli opere: San Nicola di Bari e San Lorenzo martire. È presente anche la tela di Pomponio Amalteo con la raffigurazione del Battesimo di Cristo.
Nel chiostro delle sculture spicca la stele funeraria a ricordo di Giovanni Falier opera del 1808 di Antonio Canova.

### Campanili

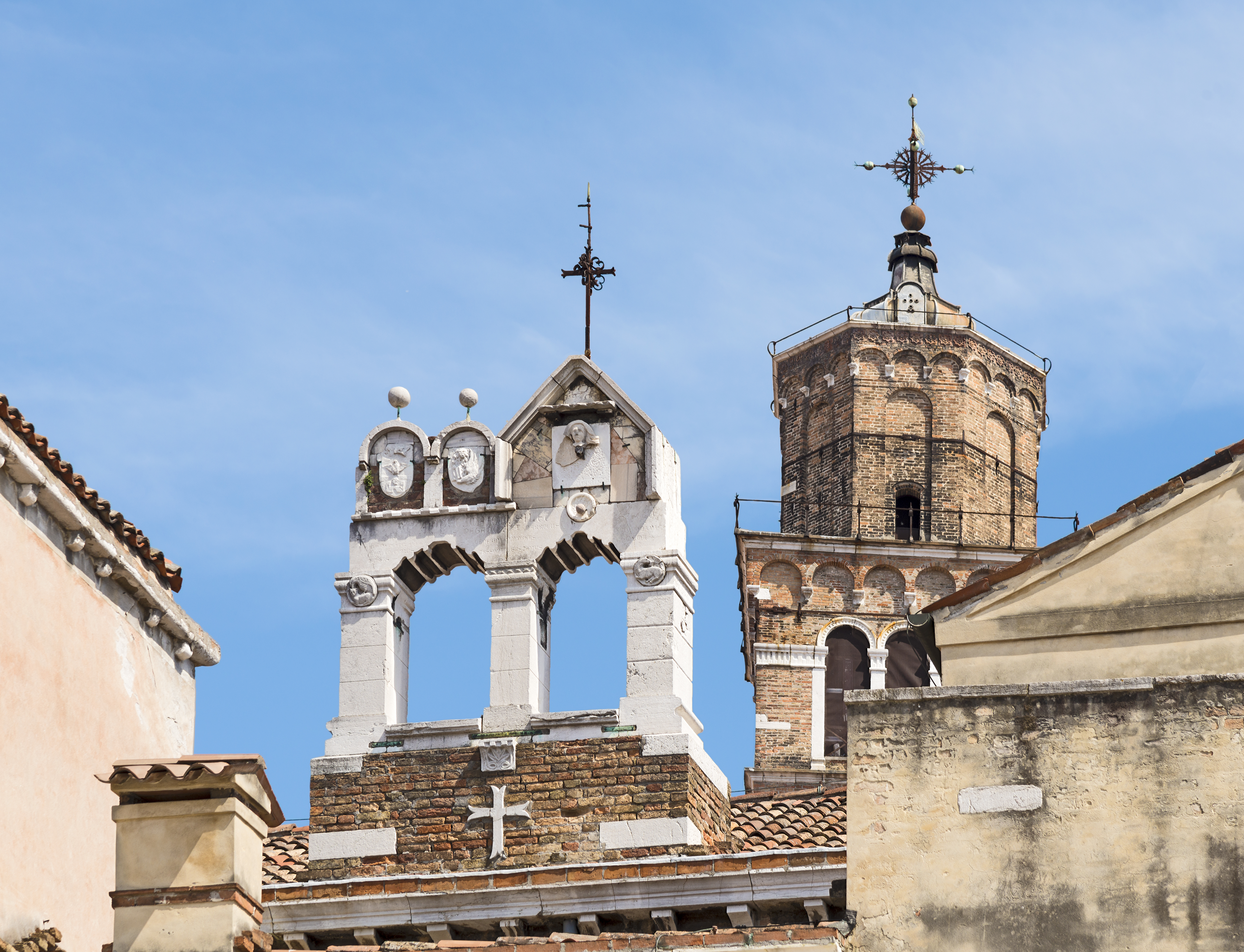
I due campanili di Santo Stefano

Il campanile della chiesa, alto 66 m, sebbene più antico appare di impianto tardorinascimentale con una cella a tre archi e sovrastato da un tamburo ottagonale. Il 7 agosto 1585 fu colpito da un fulmine e la cella campanaria andò bruciata con la perdita delle campane; le parti distrutte della porzione superiore furono presto ripristinate ma non venne ricostruita la cuspide come in origine. È visibilmente caratterizzato da un'accentuata pendenza, che, pur non presentando particolari rischi, viene comunque continuamente monitorata. Dopo che nell'agosto 1902 si manifestarono alcuni cedimenti – ed il campanile di san Marco era appena crollato –  si prese seriamente in esame la questione della stabilità dell'opera, e in consiglio comunale qualcuno ne propose anche la demolizione. Nel 1904 venne consolidato dall'ingegnere Crescentino Caselli. La sporgenza alla base della cella campanaria – cioè a due terzi dell'altezza totale – fu misurata in 1,72 metri per cui si dovette cinturare la base della torre e addossargli dei contrafforti impostati su una più ampia piattaforma di fondazione. L'obiettivo era di contenere la successiva flessione entro 1,9 metri; durante il restauro e la posa dei nuovi sistemi di controllo del 2005, misurava 2,0 metri. Durante l'opera di rinforzo venne cautelativamente sospeso l'utilizzo delle campane e si provvide a costruire un piccolo campanile a vela sopra la sagrestia, ancora visibile dal campo Santo Stefano. Sulla trabeazione del grazioso manufatto, disegnato da Giovanni Sardi in stile gotico-veneziano, spicca la scritta Donec major silet ("Fintanto che il maggiore tace").

#### Campane
Il pendente campanile ospita un concerto di 3 campane elettrificate, a battaglio cadente, intonate in scala maggiore di Re3 (Re3, Mi3, Fa#3), fuse dalla fonderia De Poli di Ceneda (TV) nel 1879 (la mezzana fu sostituita con una nuova nel 2008 e la vecchia, ormai crepata, è conservata in chiesa, assieme a quella della vicina ex chiesa di San Vidal, fusa da Salvatore da Venezia nel 1417). È presente anche un campanello a slancio di nota Re#4 calante, fuso nel 1753 dal fonditore locale Sigismondo Alberghetti.
Particolarità
Sotto l'altare della chiesa passa un canale, navigabile solo con bassa marea.

## Chiostro
Dalla porta della navata di sinistra si accede al chiostro, risalente al 1529 e progettato dallo Scarpagnino dopo un precedente incendio.
Al centro vi è una vera da pozzo ed è cinto tutto intorno da un portico con colonne ioniche architravate; le facciate erano state affrescate dal Pordenone con scene tratte dal Vecchio e Nuovo Testamento. Tre di questi, staccati dalla parete ovest, sono ora conservati alla Galleria Giorgio Franchetti presso la Ca' d'Oro e sono:
- Cacciata di Adamo ed Eva;
- Cristo e la Samaritana;
- Cristo e la Maddalena.

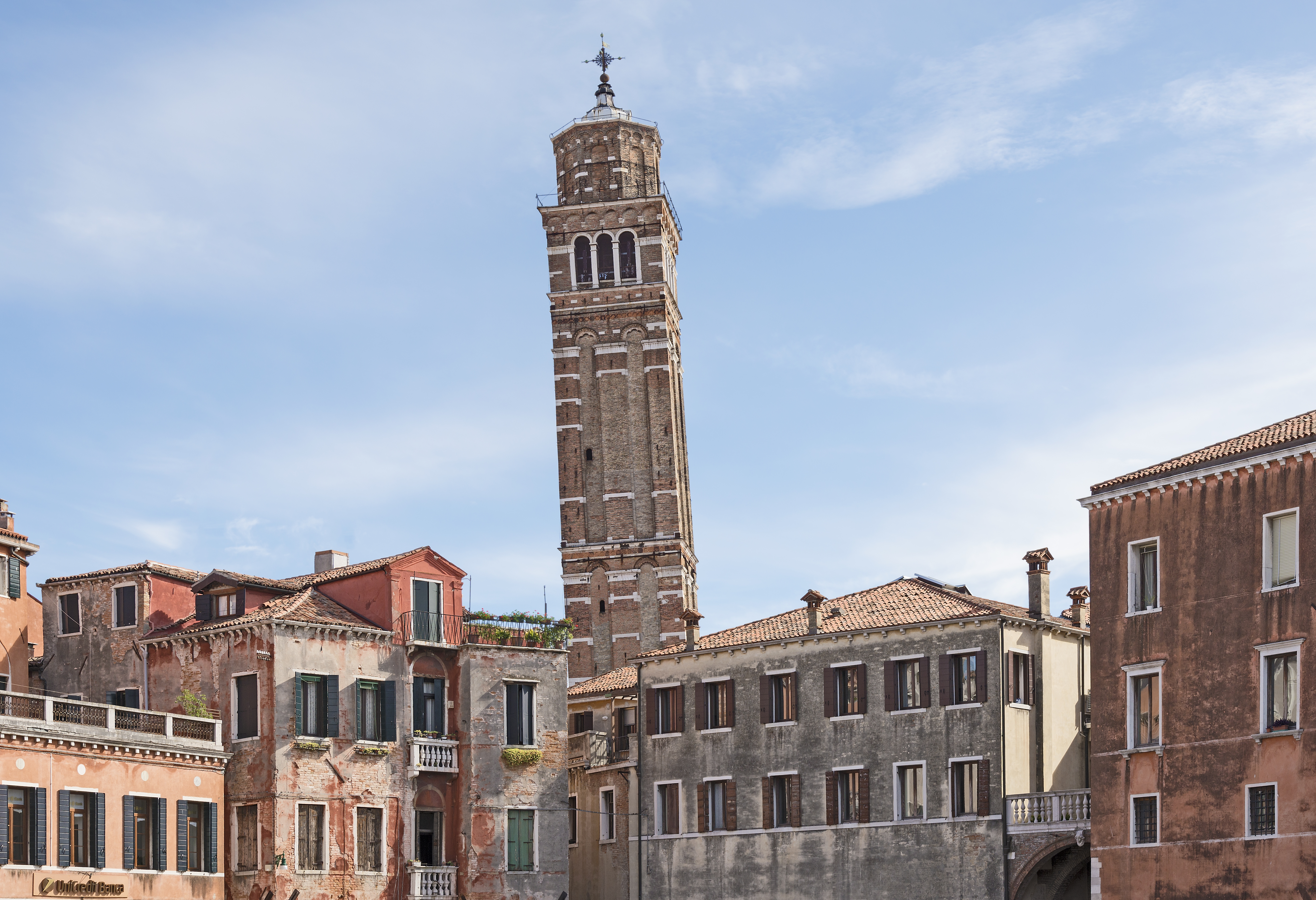
Il campanile alto 66 m
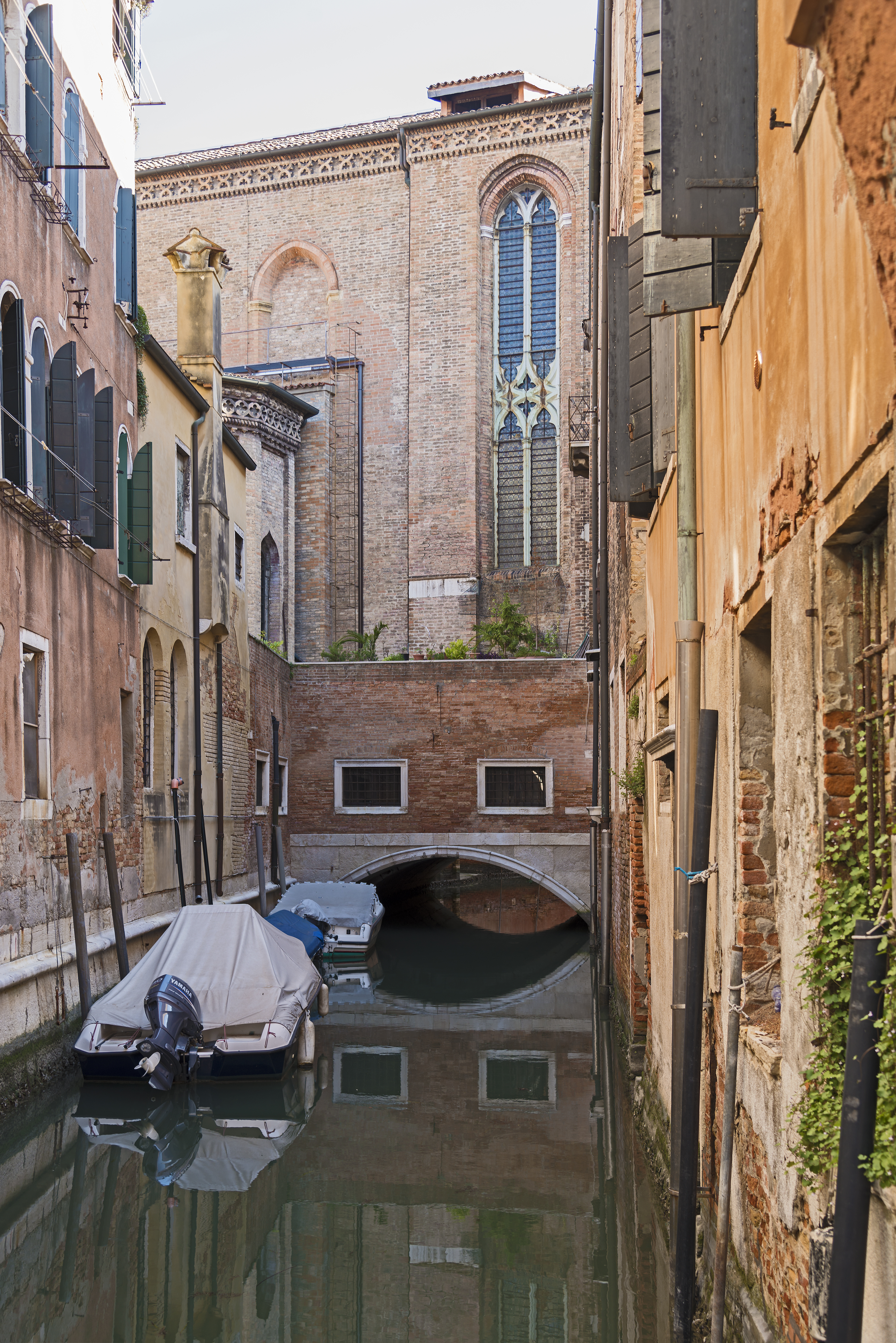
Ponte sotto San Stefano
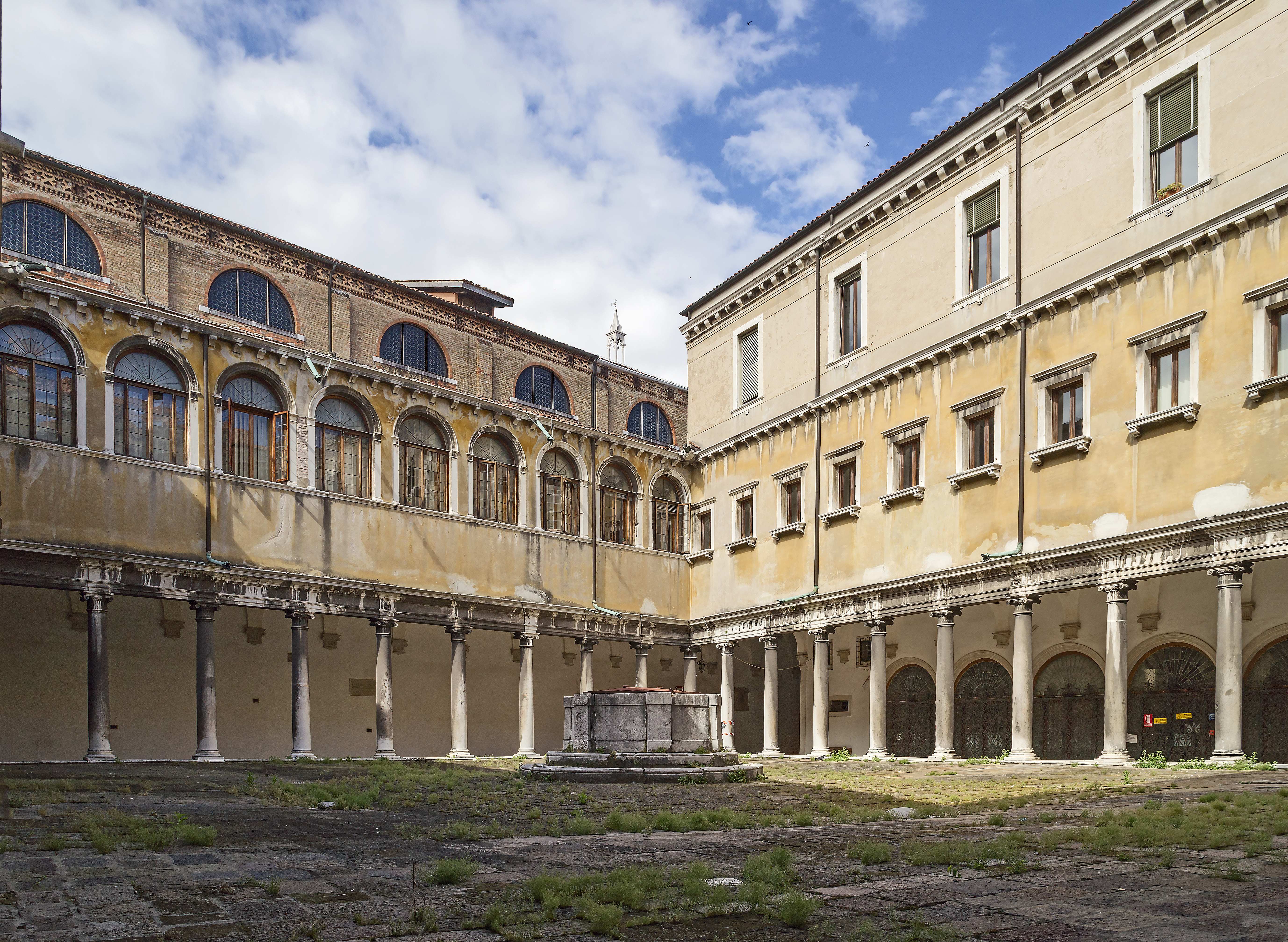
Il chiostro